# برگووی (شهرستان ینوتایفسکی، استان آستراخان)
برگووی (به لاتین: Beregovoy) یک منطقهٔ مسکونی در روسیه است که در استان آستراخان واقع شده‌است.